# 皆野町
皆野町（みなのまち）は、埼玉県の西部に位置し、秩父郡に属する町。

## 歴史
もとは江戸期より存在した皆野村、古くは戦国期より見出せる皆野之郷であった。村名の由来は広大な原野地形によるものと云われている。地内を江戸街道や中山道へ通じる上州道が通り、字栗谷瀬ほか3ヶ所に荒川の渡し場が開設されるなど、交通の要衝であった。
- はじめ幕府領、寛文3年より忍藩領[2]。
- 1871年（明治4年） - 入間県に所属する[4]。
- 1872年（明治5年） - 大区小区制施行により、第10大区3・4小区、第11大区5 - 7小区に所属する[4]。
- 1873年（明治6年） - 熊谷県に所属する[4]。
- 1873年（明治6年） - 円明寺の境内に公立小学校（現、皆野町立皆野小学校）が開設される[2]。
- 1876年（明治9年） - 埼玉県に所属する[4]。
- 1879年（明治12年） - 郡区町村編制法施行に伴い、秩父郡に所属する[4]。
- 1889年（明治22年）4月1日 - 町村制施行に伴い、皆野村が成立する[2]。大字はなし。
- 1903年（明治36年） - 皆野郵便受付所（現、皆野郵便局）が開設される[2]。
- 1914年（大正3年）10月27日 - 秩父鉄道親鼻駅と皆野駅が開業。
- 1925年（大正14年） - 村役場の新庁舎を開設する[2]。
- 1928年（昭和3年）11月1日 - 町制施行により、秩父郡皆野町（第一次）となる[5]。
- 1943年（昭和18年）9月8日 - 戦時町村合併促進法により、近隣5ヶ村（国神村、金沢村、日野沢村、三沢村、大田村）と白鳥村の一部（下田野）と合併し、秩父郡美野町となる[5][6]。旧村は美野町の大字となる。大字皆野に役場を設置。
- 1946年（昭和21年）12月1日 - 美野町が解体し、1町5ヶ村（皆野町（第二次）、国神村、金沢村、日野沢村、三沢村、大田村）に分離。旧白鳥村の一部（下田野）は皆野町に所属となる[5]。
- 1955年（昭和30年）3月1日 - 皆野町、国神村、金沢村、日野沢村が合併し、秩父郡皆野町となる[4][5]。大字は皆野町へ継承された。
- 1955年（昭和30年） - 公民館を開設する[2]。
- 1957年（昭和32年）3月31日 - 三沢村を編入する[5]。
- 1969年（昭和44年） - 皆野電報電話局が開設される[2]。

## 人口
| |                                        |  |
| 皆野町と全国の年齢別人口分布（2005年） | 皆野町の年齢・男女別人口分布（2005年） |  |
| ■紫色 ― 皆野町 ■緑色 ― 日本全国 | ■青色 ― 男性 ■赤色 ― 女性              |  |
| 皆野町（に相当する地域）の人口の推移 \| 1970年（昭和45年） \| 13,099人 \| \| \| 1975年（昭和50年） \| 12,912人 \| \| \| 1980年（昭和55年） \| 12,817人 \| \| \| 1985年（昭和60年） \| 12,707人 \| \| \| 1990年（平成2年） \| 12,571人 \| \| \| 1995年（平成7年） \| 12,602人 \| \| \| 2000年（平成12年） \| 12,199人 \| \| \| 2005年（平成17年） \| 11,518人 \| \| \| 2010年（平成22年） \| 10,891人 \| \| \| 2015年（平成27年） \| 10,133人 \| \| \| 2020年（令和2年） \| 9,302人 \| \| |                                        |  |
| 総務省統計局 国勢調査より |                                        |  |
| 1970年（昭和45年） | 13,099人                               |  |
| 1975年（昭和50年） | 12,912人                               |  |
| 1980年（昭和55年） | 12,817人                               |  |
| 1985年（昭和60年） | 12,707人                               |  |
| 1990年（平成2年） | 12,571人                               |  |
| 1995年（平成7年） | 12,602人                               |  |
| 2000年（平成12年） | 12,199人                               |  |
| 2005年（平成17年） | 11,518人                               |  |
| 2010年（平成22年） | 10,891人                               |  |
| 2015年（平成27年） | 10,133人                               |  |
| 2020年（令和2年） | 9,302人                                |  |

## 地理
- 盆地：秩父盆地
- 山岳：城峯山、破風山、宝登山、蓑山、大霧山、登谷山
- 河川：荒川、赤平川、小山川、日野沢川、金沢川、三沢川、田野沢川

## 経済

### 産業
- 精密機械製造業
- 観光農業

## 地域

### 教育
高等学校
- 埼玉県立皆野高等学校

中学校
- 皆野町立皆野中学校

小学校
- 皆野町立皆野小学校
- 皆野町立三沢小学校
- 皆野町立国神小学校
- 皆野町立金沢小学校（2013年（平成25年）4月国神小学校と統合）
- 皆野町立日野沢小学校（2002年（平成14年）4月国神小学校と統合）

幼稚園
- 皆野町立皆野幼稚園

### 電話番号
市外局番は町内全域が「0494」。同一市外局番の地域との通話は市内通話料金で利用可能（秩父MA）。収容局は皆野局、長瀞局、埼玉三沢局。

### 郵便番号
郵便番号は、荒川東岸地域が「369-14xx」（皆野郵便局）、西岸地域が「369-16xx」（国神郵便局）である。

### 公共施設
町の施設
- 皆野町文化会館
- 皆野総合センター
- 皆野スポーツ公園
- 皆野町運動公園（み～な公園）
- 皆野町柔剣道場
- 皆野町弓道場
- ふれあいプール・ホット
- 皆野町わく・ワクセンター
- 皆野町老人福祉センター 長生荘

県の施設
- 西関東連絡道路建設事務所（国道140号線バイパスの建設を担当）

#### 住宅団地
- 皆野住宅（皆野町皆野）
- 皆野下和田住宅（皆野町皆野）

### 広域行政
長瀞町との合併協議がなされていたが（住民投票では秩父市との合併を望む声が多数だった）、新町名を巡って協議が難航し、実現しなかった。その後、秩父市との間で2008年（平成20年）内に法定合併協議会を設置する事にもなっていたが、立ち消えとなっている。
- 秩父広域市町村圏組合：秩父市、秩父郡横瀬町、小鹿野町、長瀞町とともに消防・救急（秩父消防本部）、火葬場（秩父斎場）、水道事業等を共同で行っている。

### 消防
- 秩父消防本部（秩父広域市町村圏組合）（秩父市）
  - 北分署
- 皆野町消防団

### 警察
- 秩父警察署（秩父市）
  - 皆野交番
  - 国神駐在所

## 交通

### 鉄道路線
秩父鉄道秩父本線
- 親鼻駅 - 皆野駅

### バス路線
- 西武観光バス

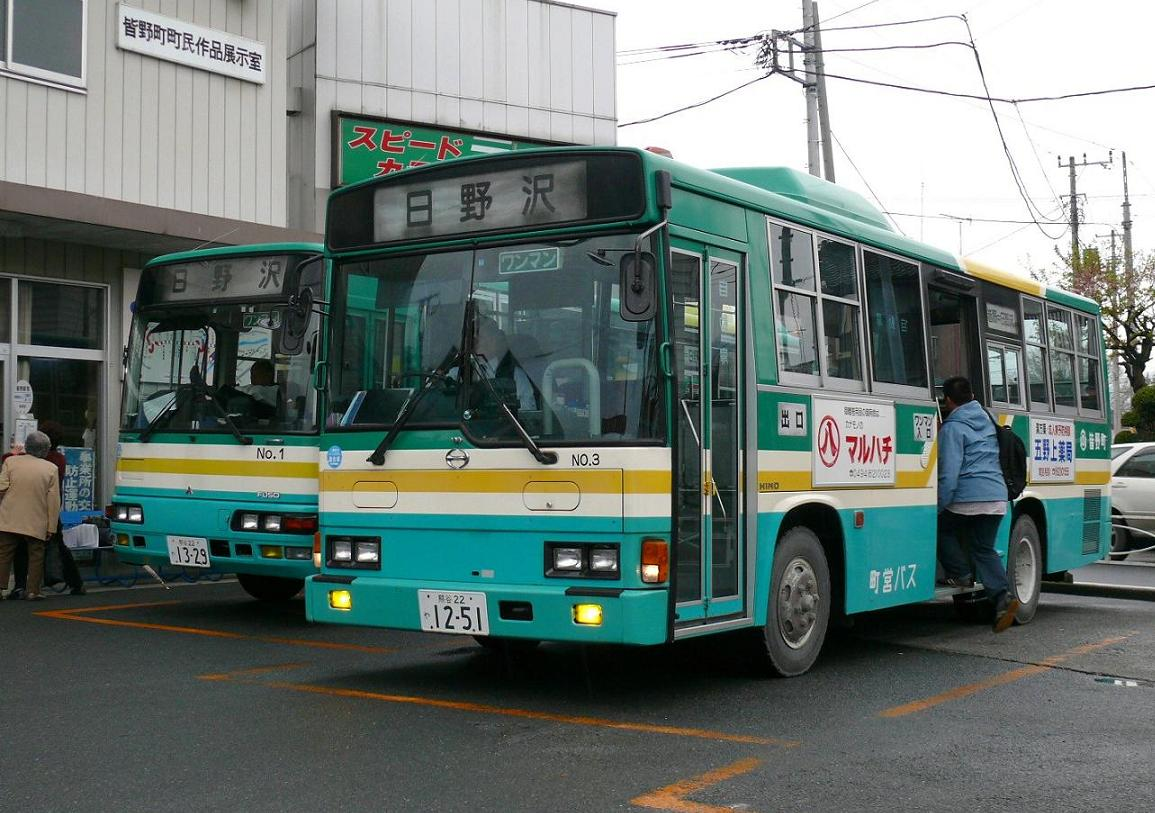
皆野町営バスの車両
（2007年（平成19年）4月）

  - 三沢線（西武秩父駅 - 秩父駅 - 中三沢 - 親鼻駅 - 皆野駅）
- 皆野町営バス
  - 日野沢線 （皆野駅前 - 根古屋橋 - 西立沢 - 日野沢山の家）
  - 金沢線 （皆野駅前 - 根古屋橋 - 浦山）

### タクシー
タクシーの営業区域は秩父交通圏で、秩父市・横瀬町・長瀞町・小鹿野町と同じエリアとなっている。

### 道路
国道
- 国道140号
- 国道140号 皆野寄居バイパス（皆野寄居有料道路）
- 国道140号 皆野秩父バイパス

県道
主要地方道
- 埼玉県道11号熊谷小川秩父線
- 群馬県道・埼玉県道13号前橋長瀞線
- 埼玉県道37号皆野両神荒川線
- 埼玉県道44号秩父児玉線
- 埼玉県道82号長瀞玉淀自然公園線

一般県道
- 埼玉県道205号親鼻停車場線
- 埼玉県道206号皆野停車場線
- 埼玉県道284号下日野沢東門平吉田線
- 埼玉県道348号下戦場塩貝戸線
  - 道の駅みなの

## 観光

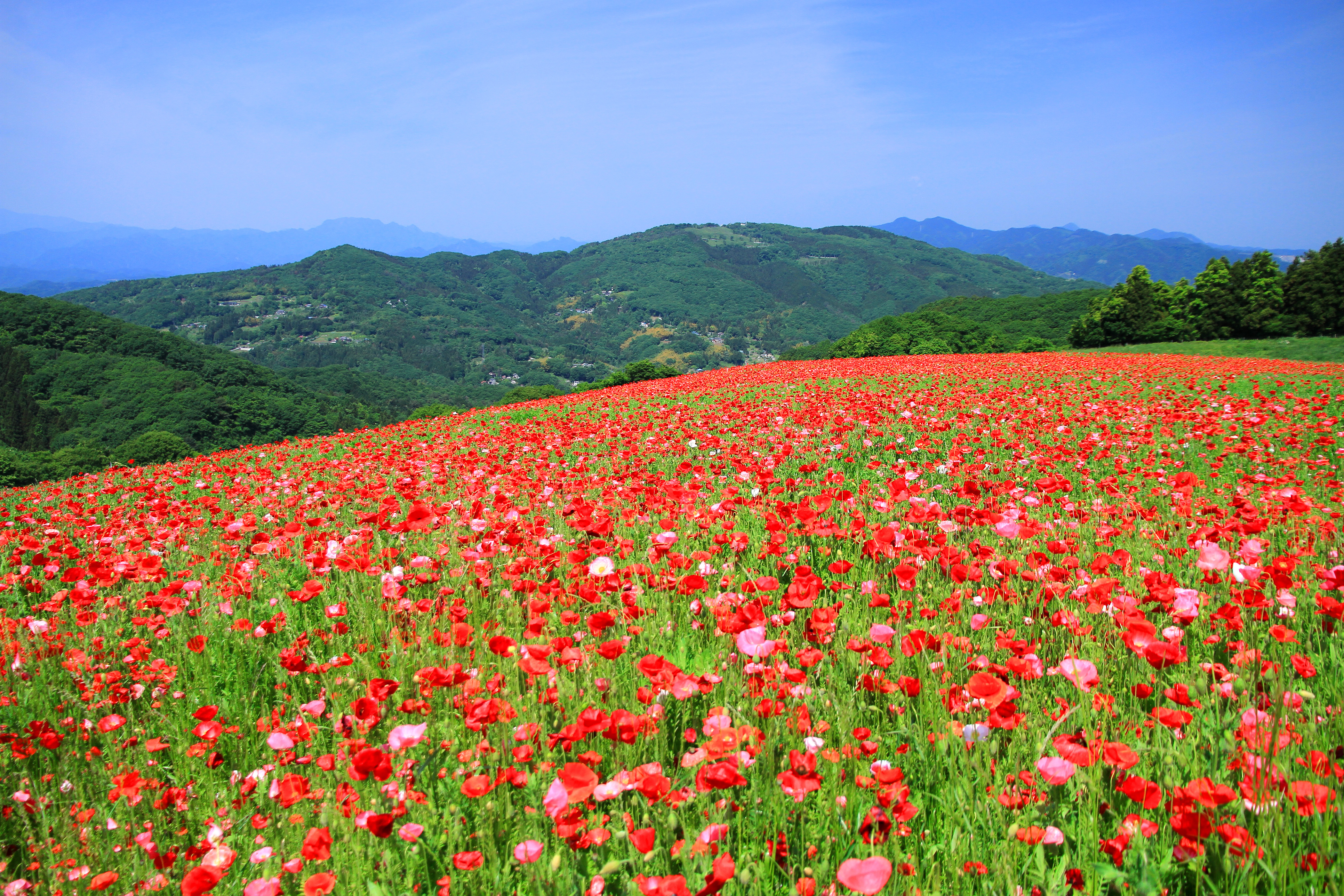
秩父高原牧場の花畑と蓑山

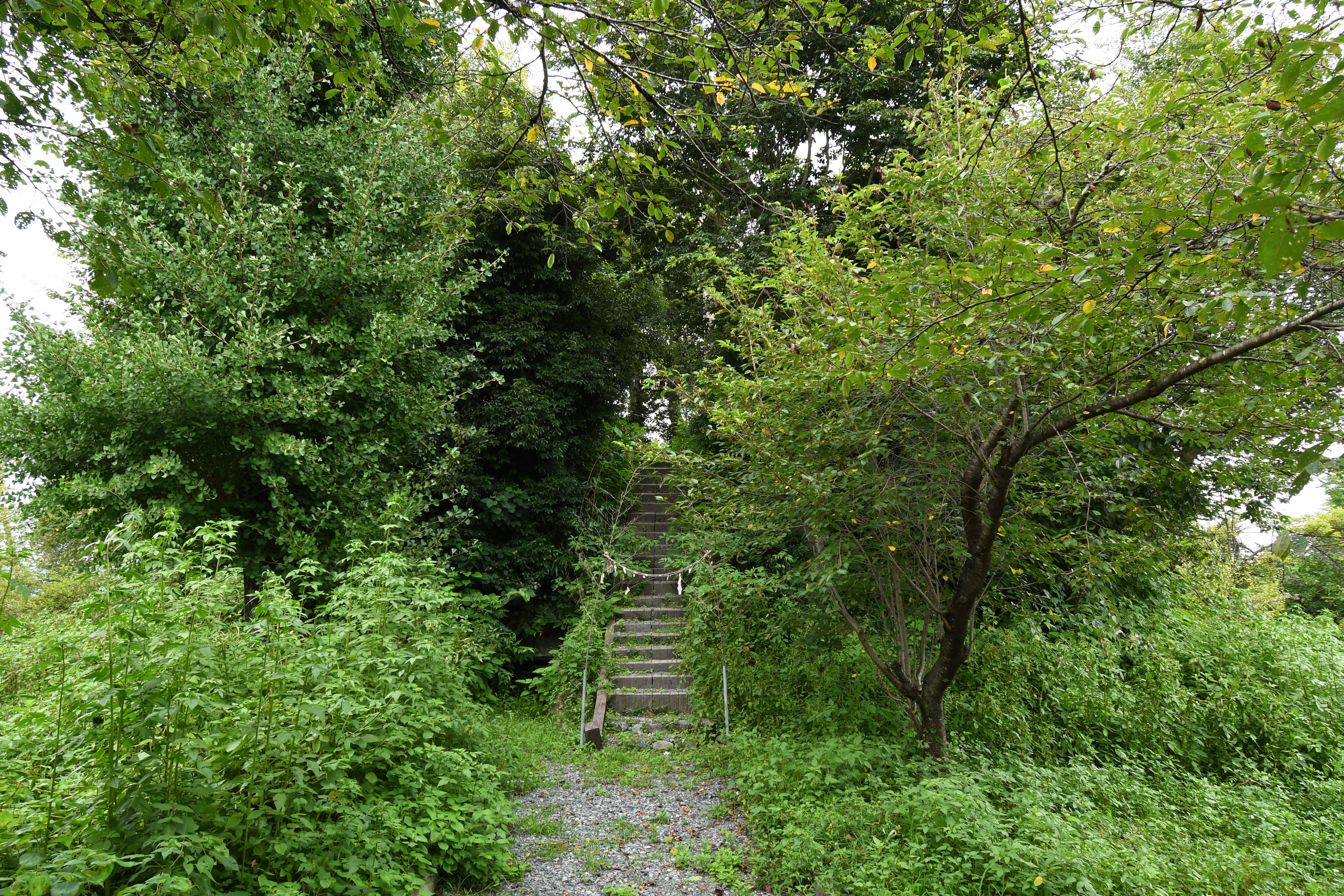
皆野大塚古墳

- おまつり広場 - 「秩父音頭」発祥の地として、毎年8月14日に秩父音頭まつりが開かれる。
- 秩父高原牧場 - 「天空を彩るポピーまつり」を開催している
- 美の山公園（蓑山） - 桜やヤマツツジなどの花の名所
- 椋神社 - 獅子舞が無形民俗文化財
- 温泉 - 満願の湯。水素イオン指数（ph）9.5という全国有数の極めて高いアルカリ温泉
- 天然氷 - 阿左美冷蔵金崎本店[7]
- ムクゲ自然公園 - 30ヘクタールの斜面に10万本のムクゲ
- 道の駅みなの
- 水潜寺 - 秩父三十四箇所、日本百観音霊場の「結願」の寺

## 著名な出身者
- 二ノ宮知子 - 漫画家
- 設楽統（バナナマン） - 芸人
- 金子兜太 - 俳人
- 関口恵造 - 参議院議員
- 関口昌一 - 参議院議員、第34・35代参議院議長
- 倉林正次 - 歴史学者